# Omotermia
In fisica dell'atmosfera e meteorologia col termine omotermia (dal greco: homos = uguale; thermos = calore) si indica una condizione del profilo termico verticale dell'atmosfera terrestre caratterizzata da gradiente termico verticale nullo ovvero, quindi, con temperatura atmosferica costante nell'intero strato atmosferico considerato.

## Caratteristiche
Questa particolare condizione è una condizione metastabile dell'atmosfera, ovvero del tutto reversibile ed anomala rispetto a quella consueta di gradiente termico verticale negativo, ovvero di diminuzione della temperatura con la quota: una normale insolazione diurna è in grado di distruggere lo strato di omotermia verticale ripristinando il normale gradiente termico verticale negativo. Può verificarsi per meccanismi simili a quelli dell'inversione termica, cioè con un raffreddamento dei bassi strati più accentuato rispetto a quello degli strati superiori fino all'annullamento del gradiente o semplicemente per l'avvezione di aria più mite in quota ad esempio con un fronte caldo. Spesso un'inversione termica prima di dissolversi completamente evolve verso una condizione di omotermia verticale temporanea, ma che a volte può perdurare più a lungo, cioè per diverse ore se il cielo tende successivamente a coprirsi di nubi oppure l'inversione a dissolversi lentamente per precipitazioni. Anche durante le nevicate il profilo termico verticale tende a quello omotermico, almeno per un certo spessore atmosferico, per via della liberazione del calore latente di fusione. Essa si verifica quindi con più facilità nei mesi freddi: nei mesi caldi l'accentuata insolazione e la conseguente convezione favoriscono infatti un gradiente termico verticale nella norma, cioè negativo.
Uno strato omotermico inoltre è presente stabilmente nel passaggio da troposfera a stratosfera.